# 米海列維奇 (桑博爾區)
49°39′29″N 23°26′1″E / 49.65806°N 23.43361°E
米海列維奇（烏克蘭語：Михайлевичі），是烏克蘭西部的村莊，隸屬利維夫州的桑比爾區。該村始建於1431年，面積8.5平方公里，海拔高度263米，人口800，人口密度每平方公里98.53人。